# Down and Out in Beverly Hills
Down and Out in Beverly Hills (no Brasil e em Portugal, Um Vagabundo na Alta Roda) é um filme de comédia estadunidense de 1986 baseado na peça francesa Boudu sauvé des eaux, que já havia sido adaptado em filme em 1932 por Jean Renoir. Down and Out in Beverly Hills foi dirigido por Paul Mazursky, e estrelou Nick Nolte, Bette Midler e Richard Dreyfuss. O filme é sobre um casal rico, mas disfuncional que salvam a vida de um suicida vagabundo. Músico Little Richard também faz uma aparição, e contribuiu com a canção "Great Gosh a'Mighty" para a trilha sonora. O sucesso da canção levou a uma revitalização de sua carreira.
Lançado pela Touchstone Pictures, um rótulo de filme de The Walt Disney Studios, Down and Out in Beverly Hills tem a distinção de ser o primeiro filme já lançado pela Disney com classificação R-rated, ou seja, restrito e requerendo acompanhamento dos pais ou adulto responsável para ver. A classificação R é devido à palavra de baixo calão, bem como uma breve cena que mostra uma dama na cama fazendo sexo por cima, um outro pioneirismo para a Disney. No entanto, inúmeros filmes R-rated receberam desde a distribuição da Disney, em subsidiárias como a Touchstone, Miramax Films, e Hollywood Pictures. Walt Disney Pictures, a marca orientada para a família principal, ainda tem que lançar um filme com uma classificação mais forte do que a orientação paterna para menores de 13 anos, ou PG -13.

## Sinopse
David "Dave" Whiteman (Richard Dreyfuss) e sua esposa, Barbara (Bette Midler), são um casal cujo casamento de 20 anos encontra-se desgastado. Seu filho é homossexual e sua filha tem um transtorno alimentar. Dave está tendo um caso com a empregada live-in (Elizabeth Peña), enquanto Barbara tenta aliviar seus sentimentos constantes de ansiedade experimentando várias terapias da Nova Era.
Um mendigo chamado Jerry Baskin (Nick Nolte) vaga para o quintal de casa dos Whitemans em Beverly Hills e tenta afogar-se na piscina. Dave pula na piscina e salva Jerry que cria um laço de gratidão para com David. Os outros membros da família ficam, inicialmente, revoltados com Jerry, mas eles acabam crescendo e se apaixonando por ele depois de conhecê-lo melhor.

## Elenco
- Nick Nolte – Jerry Baskin
- Bette Midler – Barbara Whiteman
- Richard Dreyfuss – David 'Dave' Whiteman
- Elizabeth Peña – Carmen the Maid
- Little Richard – Orvis Goodnight
- Evan Richards – Max Whiteman
- Tracy Nelson – Jenny Whiteman
- Felton Perry - Al

### Créditos de produção
Mino Argento – Pinturas

## Bilheteria
O filme foi um sucesso financeiro, com um orçamento de $14 milhões, o filme arrecadou $62 milhões só nos EUA. A resposta da crítica para o filme foi na maior parte positiva, uma vez que detém actualmente uma classificação de 81% no Rotten Tomatoes com base em 26 comentários. 

## Localização da Casa de Whiteman
A casa usada como casa dos Whitemans está em 802 N. Bedford Drive off Sunset Boulevard, em Beverly Hills. No entanto, o beco na parte de trás da casa foi filmado em 722 N. Rexford Drive, um bloco ao norte da casa do diretor Paul Mazursky em Alpine Drive.

## Trilha sonora
1. "Great Gosh A'mighty! (It's A Matter Of Time)" - Little Richard
2. "California Girls" - The Beach Boys
3. "El Tecaliteco" - Mariachi Vargas de Tecalitlan
4. "I Love L.A." - Randy Newman
5. "Tutti Frutti" - Little Richard
6. "Down And Out In Beverly Hills" Theme" - Andy Summers
7. "Search For Kerouac" - Andy Summers
8. "Nouvelle Cuisine" - Andy Summers
9. "Wave Hands Like Clouds" - Andy Summers
10. "The Mission Blues" - Andy Summers
11. "Jerry's Suicide Attempt" - Andy Summers